# 杨国强 (1970年)
杨国强（1970年1月—），男性，中华人民共和国政治人物。

## 人物经历
1991年8月，毕业于淮北煤炭师范学院化学系化学专业。后供职于蓬莱市政府办公室。1998年，担任共青团蓬莱市委书记。2000年，担任蓬莱市徐家集镇党委副书记、镇长。2001年1月，担任共青团烟台市委副书记。2002年2月，升任共青团烟台市委书记。2005年，担任莱阳市委副书记、市长。2008年，升任中共莱阳市委书记。2011年12月，担任中共滨州市委常委，市委秘书长。2015年1月，任中共滨州市委常委，副市长、党组副书记。2015年4月，担任中共德州市委副书记。2017年1月，升任山东省人民政府副秘书长。
2022年，出任中共东营市委书记，并于当年12月起兼任东营市人大常委会主任。